# William Ewart (homme politique britannique)
William Ewart (1er mai 1798-23 janvier 1869) est un homme politique britannique. En 1863, Ewart conçoit l'idée d'une plaque bleue pour commémorer un lien entre un lieu et une personne ou un événement célèbre, servant de marqueur historique. C'est le plus ancien système de ce type au monde .

## Biographie
Ewart est né à Liverpool le 1er mai 1798. Il fait ses études au Collège d'Eton et Christ Church, Oxford, gagnant le prix Newdigate pour la poésie anglaise. Il est admis au barreau du Middle Temple en 1827 et l'année suivante, il entre au Parlement pour l'arrondissement de Bletchingley dans le Surrey, jusqu'en 1830. Il siège ensuite pour Liverpool de 1830 à 1837, pour Wigan de 1839 à 1841 et pour Dumfries Burghs de 1841 jusqu'à sa retraite de la vie publique en 1868. Il est mort à son domicile, Broadleas House, près de Devizes, Wiltshire, le 23 janvier 1869.
Ewart, qui est un libéral avancé en politique, est responsable au cours de sa longue carrière politique de nombreuses mesures. En 1834, il fait adopter avec succès un projet de loi visant à abolir la pendaison avec des chaînes et, en 1837, il réussit à faire adopter une loi abolissant la peine capitale pour le vol de bétail et d'autres infractions similaires. En 1850, il présente un projet de loi pour la création de bibliothèques gratuites financées par les tarifs publics, et il joue un rôle déterminant dans l'adoption de la loi sur les poids et mesures métriques de 1864 pour légaliser l'utilisation du système métrique.
Il demeura un ardent défenseur de l'abolition de la peine capitale et, sur sa motion de 1864, une commission royale est nommée pour examiner le sujet . D'autres réformes qu'il préconise et qui sont mises en œuvre comprennent une déclaration annuelle sur l'éducation et l'examen des candidats à la fonction publique et à l'armée.
Il est un ami proche du révérend William Gaskell et de sa femme, l'écrivain Elizabeth Gaskell, et le couple séjourne souvent à Broadleas House. La fille d'Ewart, Mary, est la proche confidente d'Elizabeth Gaskell.